# Stephen Clemence
Stephen Neal Clemence (ur. 31 marca 1978 w Liverpoolu) – angielski piłkarz występujący na pozycji pomocnika w Leicesterze City.